# Caso Hacı Lokman Birlik
O Caso Hacı Lokman Birlik refere-se ao morte de um ator, ocorrida em 2 de outubro ou 3 de outubro de 2015, Hacı Lokman Birlik foi morto durante o conflito entre ele e o Exército turco em 2 ou 3 de outubro de 2015. Seu cadáver foi amarrado a um veículo blindado da polícia em Şırnak, na Turquia, um evento que a polícia turca filmou e compartilhou nas mídias sociais. O Ministério do Interior turco confirmou o arrasto do cadáver, justificando-o dizendo que as autoridades estavam preocupadas com a possibilidade de uma bomba ter sido anexada ao corpo.

## Vítima
Hacı Lokman Birlik era cunhado de Leyla Birlik, deputada do Partido Democrático do Povo Curdo (HDP). Ele produziu e estrelou o curta-metragem Bark, sobre a escolha que os curdos fazem entre a rebelião e o governo turco, com o apoio do Município e do Grupo de Trabalho da Juventude de Şırnak.

## O Crime
Há relatos conflitantes sobre como Birlik morreu. Relatórios dizem que ele morreu em 2 ou 3 de outubro de 2015. Autoridades turcas, como o primeiro-ministro Ahmet Davutoğlu, afirmam que ele foi baleado enquanto atacava a polícia com um lançador de foguetes. DIHA relatou que Birlik foi baleado pela polícia enquanto tratava de um ferimento que ele tinha; com o deputado do Partido Democrático do Povo Ferhat Encü 
argumentando de forma semelhante. De acordo com um relatório de autópsia, ele foi baleado vinte e oito vezes, antes de seu corpo ser amarrado pelo pescoço a um veículo policial blindado Scorpion e arrastado pelas ruas de Şırnak. Imagens de Birlik sendo arrastado foram carregadas no Twitter. Quando as imagens apareceram nas mídias sociais, seguiu-se um debate entre aqueles que alegaram que as imagens foram photoshopadas e aqueles que as consideraram imagens genuínas.
O jornal pró-AKP Sabah afirmou que o arrastar de um corpo era um procedimento universalmente aceitável para verificar se uma bomba estava presa ao corpo. Mais tarde, um vídeo que mostrava o arrasto de Birlik veio à tona, que foi filmado de dentro do veículo. Insultos e insultos podiam ser ouvidos. Deniz Yücel, do jornal alemão Die Welt, assumiu que Birlik foi realmente arrastado atrás de um carro de polícia blindado. Mais tarde, o Ministério do Interior turco confirmou que o arrasto do cadáver ocorreu: eles justificaram o arrasto explicando que a polícia assumiu que o corpo tinha uma bomba anexada a ele.

## Reações
As imagens causaram um clamor público por parte dos políticos do HDP e do Governo. Selahattin Demirtaş, o co-presidente do HDP na época, enviou uma fotografia do evento no dia seguinte no Twitter, exigindo que as pessoas não esquecessem o que veem.
Em outubro de 2020, o deputado do HDP Nuran İmir exigiu uma resposta do ministro da Justiça, Abdülhamit Gül, e questionou o fato de que, embora vários dos oficiais envolvidos nas operações policiais em Şırnak tenham sido acusados de serem membros do Movimento Gülen, não havia nenhum sendo investigado pela morte de Birlik.
Em 2018, Hacı Murad Dinçer, o policial turco encarregado da unidade Antiterror em Şırnak no momento da morte de Birlik, recebeu um prêmio do presidente turco Recep Tayyip Erdogan por seus serviços em Şırnak. Dinçer também se candidatou à Grande Assembleia Nacional da Turquia pelo Partido da Justiça e do Desenvolvimento (AKP).

## Investigação e acusação
Em 5 de outubro de 2015, o Ministério do Interior iniciou uma investigação se os eventos retratados na foto ocorreram. De acordo com a BBC turca, sua tia reconheceu que ele se juntou ao Partido dos Trabalhadores do Curdistão (PKK) durante o Ramadã e que, no momento em que foi baleado, ele estava enfaixando uma ferida que tinha. Uma imagem do arrasto de Haci Lokman também foi enviada para a conta do Twitter de Leyla Birliks de uma com o nome Jitem (Inteligência da Gendarmaria Turca). Em 7 de outubro de 2015, o HDP emitiu queixas contra o Ministro do Interior Selamik Altinok e o Governador e o chefe de polícia de Şırnak, enquanto Demirtaş exigiu que Altinok renunciasse. Em 12 de outubro, as autoridades turcas alegaram que dois dos oficiais envolvidos haviam sido demitidos, mas de acordo com fontes curdas, eles ainda estavam em serviço em outro local. A família de Birlik também apresentou acusações contra o policial que eles consideravam responsável por ter ordenado o arrastamento de seu parente. Em 2020, a investigação centrou-se no fato de que as imagens foram carregadas nas mídias sociais. Depois que seis promotores diferentes se recusaram a conduzir uma investigação sobre os eventos, o advogado que representa Birlik foi ao Tribunal Constitucional.
O primeiro-ministro Ahmet Davutoglu garantiu em uma entrevista à Habertürk TV que uma investigação seria conduzida não sobre o incidente em si, mas como as imagens foram percebidas pela mídia internacional.
O acesso à internet a reportagens do evento de mais de cem veículos foi proibido por vários tribunais. O jornal BirGün recorreu da decisão no Juiz Criminal Turco de Paz em Gölbasi em 2015, no entanto, seu caso foi arquivado. Birgün então apelou para o Tribunal Constitucional, onde em 2019 o tribunal decidiu que os direitos de liberdade de expressão de Birgün foram violados.

### Acusação contra os membros da família de Hacı Lokman Birlik
O pai de Hacı Lokman Birlik foi mais tarde processado por ser membro de uma organização terrorista em um tribunal em Şırnak, mas foi absolvido. A acusação apelou do veredicto em um tribunal em Diyarbakir, que reconheceu que Hasan Birlik agitou uma bandeira com as cores curdas e gritou "Mártires não morrem" no funeral de seu filho, o que foi visto como um ato de "propaganda terrorista". Sua cunhada Leyla Birlik também foi processada por ser membro de uma organização terrorista, devido à sua participação no funeral, e em 2018 deixou a Turquia no exílio. A acusação considerou Hacı Lokman Birlik um membro do PKK.